# Фагундес, Антонио
Анто́ниу Фагу́ндес (порт. Antônio Fagundes; род. 18 апреля 1949, Рио-де-Жанейро) — бразильский актёр.

## Биография
Антониу Фагундес родился 18 апреля 1949 года в Рио-де-Жанейро. В возрасте восьми лет переехал в Сан-Паулу. Он учился в колледже в Риу-Бранку. После распада группы молодых актёров в колледже он получил награду, как лучший актёр на IV фестивале любительского театра. В 1966 году Антониу начал свою театральную карьеру. Затем он сыграл в известных спектаклях «Morte acidental de um anarquista» (1983) и «Nostradamus» (1986). С 1972 года Фагундес начал сниматься на телевидении, а с 1985 года — в кино. В 1976 году Антониу Фагундес подписал контракт с компанией «Globo» на участие в классических теленовеллах.

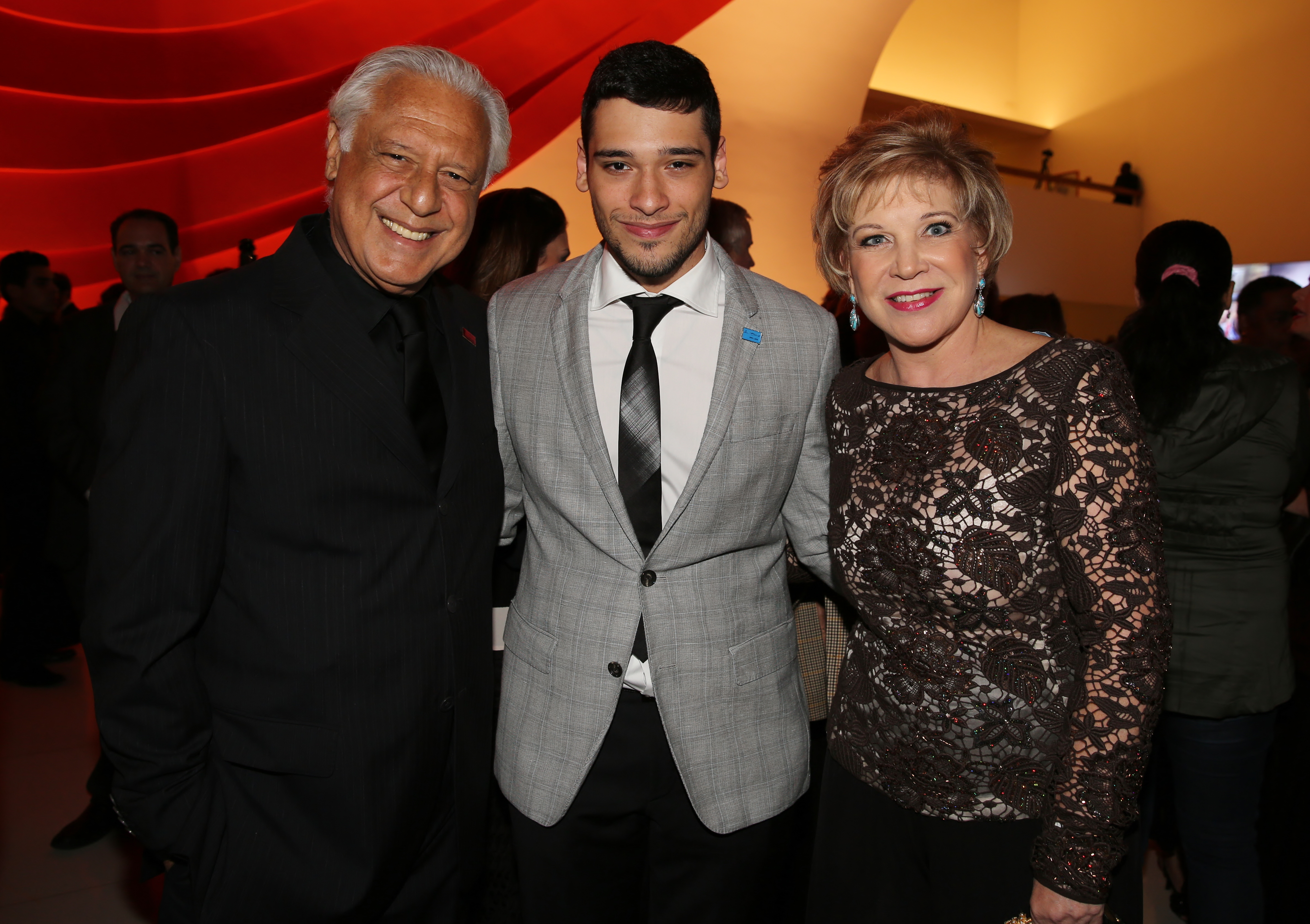
Антониу его сын, Бруну Фагундес и министр культуры, Марфа Суплиси в 2013 году.

Сыграл в таких известных сериалах, как «Новая жертва», «Во имя любви», «Земля любви», «Берег мечты», «Земля любви, земля надежды» и других.
После нескольких лет перерыва, в 2007 году Фагундес вернулся на экран в роли Жувенала Антены в телесериале «Два лица». В 2010 году снялся в сериале «Наше время». В 2012 году сыграл Рамиру в сериале «Габриэла», в 2013 сыграл доктора Сезара в сериале «Любовь к жизни». В 2014 году сыграл Жакому в «Мой маленький кусочек земли». В 2016 году Фагундес исполнил роль Афраниу в сериале «Старик Шику».
В 2019 году, Фагундес сыграл владельца издательства, Альберту Праду Монтейру в теленовелле «Хороший успех». За эту роль Антониу получил награду «Персонаж года».

## Личная жизнь
Фагундес называет себя агностиком. Он был женат на актрисе, Клариссе Абужамре, с 1973 по 1988 год, в браке родилось трое детей, Дина Абужамра Фагундес, Антониу Фагундес Нету и Диана Абужамра Фагундес. В 1988 году он женился на режиссёре, Маре Карвалью. У них есть сын, актёр Бруну Фагундес. Брак распался в 2000 году. С 2007 года состоит в отношениях с актрисой, Александрой Мартинс, в 2016 году они поженились.

## Избранная фильмография
- 1991 — Властелин мира (порт. O Dono do Mundo) — Фелипе Баррето
- 1994 — Линия жизни (порт. A Viagem) — Отавио Сезар
- 1995 — Новая жертва (порт. A Proxima Vitima) — Астрожилду
- 1996 — Роковое наследство (порт. O Rei do Gado) — Бруно Б. Медзенга
- 1997 — Во имя любви (порт. Por amor) — Атилио
- 1998 — Лабиринт (порт. Labirinto) — Рикардо
- 1999 — Земля любви (порт. Terra Nostra) — Гумерсиндо Тиллес де Арана
- 2000 — Босса-нова (порт. Bossa Nova)— Педро Пауло
- 2001 — Берег мечты (порт. Porto dos Milagres) — Бартоломеу Герреро, Феликс Герреро
- 2002 — Земля любви, земля надежды (порт. Esperança) — Джулиано
- 2003 — Бог — бразилец (порт. Deus É Brasileiro) — бог
- 2007 — Два лица (порт. Duas caras) — Жувенал Антена
- 2007 — Выгодное дельце (порт. Negócio da China) — Ernesto Dumas
- 2007 — Девушки Рио (порт. As Cariocas) — Oscar (Cacá)
- 2010 — Новые времена (порт. Tempos Modernos) — Leal Cordeiro
- 2011 — Безрассудное сердце (порт. Insensato Coração) — Рауль Брандао
- 2012 — Габриэла (порт. Gabriela) — Полковник Рамиро Бастос
- 2013 — Любовь к жизни — Сезар Кури
- 2016 — Старик Шику — Афранио